# 馬庫斯·福伊爾納
馬庫斯·福伊爾納（德語：Markus Feulner；1982年2月12日—）是一位德國足球運動員，在場上的位置是中場。他現在效力於德國足球甲級聯賽球隊奧格斯堡足球俱樂部。他也曾效力過勒沃庫森等球隊。